# Bas-Vivarais
 (octobre 2023).
Si vous disposez d'ouvrages ou d'articles de référence ou si vous connaissez des sites web de qualité traitant du thème abordé ici, merci de compléter l'article en donnant les références utiles à sa vérifiabilité et en les liant à la section « Notes et références ».

Le Bas-Vivarais est une région naturelle de France située au sud-est du Massif central, dans le département de l'Ardèche.

## Géographie

### Situation géographique
Le Bas-Vivarais est situé au sud du département de l'Ardèche. Il est bordé au nord par les Boutières, le Haut-Vivarais et le Valentinois, à l'est par la Valdaine et le  Tricastin, au sud par les Garrigues et par les Cévennes à l'ouest,.

### Topographie
Au sud et au sud-est les plateaux calcaires des Gras et de Païolive sont coupés par des rivières tumultueuses comme l'Ardèche. Au nord le plateau basaltique du Coiron est de nature volcanique et isole le pays de Privas. À l'est le Rivage est une région plantée de riches vergers qui borde le Rhône.

### Climat
Le climat du Bas-Vivarais est doux et ensoleillé, c'est un climat de type méditerranéen.